# Baliracq-Maumusson
Baliracq-Maumusson ist eine französische Gemeinde mit 117 Einwohnern (Stand 1. Januar 2022) im Département Pyrénées-Atlantiques in der Region Nouvelle-Aquitaine (vor 2016: Aquitanien). Die Gemeinde gehört zum Arrondissement Pau und zum Kanton Terres des Luys et Coteaux du Vic-Bilh (bis 2015: Kanton Garlin).
Die Einwohner werden Baliracois oder Baliracoises genannt.

## Geographie
Baliracq-Maumusson liegt ca. 40 km nördlich von Pau am nördlichen Rand des Départements im Béarn.
Umgeben wird der Ort von den Nachbargemeinden:
| Garlin |                                             | Castetpugon     |
|        | Kompassrose, die auf Nachbargemeinden zeigt | Mascaraàs-Haron |
|        | Taron-Sadirac-Viellenave                    |                 |

Baliracq-Maumusson liegt im Einzugsgebiet des Flusses Adour. Einer seiner Zuflüsse, der hier Grand Lées genannt wird, markiert die östliche Gemeindegrenze. Einer seiner Zuflüsse, der Petit Lées, durchströmt einen kleinen Teil des südlichen Gemeindegebiets, bevor er in den „großen“ Lées mündet. Der Gabassot, ein weiterer Zufluss des „großen“ Lées, fließt an der nördlichen Gemeindegrenze entlang.

## Geschichte
Archäologische Funde nahe der Kirche untermauern die Annahme, dass die Besiedelung an dieser leicht zu verteidigenden Stelle auf einer Anhöhe über dem Léestal durch römische Kolonisten stattgefunden hat. Weiter westlich kamen die Reste einer Befestigung aus dem Mittelalter an das Tageslicht. Der Erdhügel erstreckt sich auf 170 m × 60 m, von einem Graben umgeben und je einer Wehrmauer im Norden und Süden. Unklar ist der Zweck der Anlage, ob sie zur Verteidigung einer ehemaligen Pfarrgemeinde oder einem Laienkloster diente. Ebenso ist nicht gesichert, ob an dieser Stelle nicht schon vorher ein Lager bereits in der Urgeschichte existierte.
Laut Pierre de Marcas Buch Histoire de Béarn ist Saint-Félix de Balirac im 10. Jahrhundert erwähnt worden. 1443 erscheint der Name Balirag in den Verträgen mit Carresse. Auf der Karte von Cassini 1750 sind die Orte als Baliracq und Maumußon eingetragen.
Im Jahre 1826 wurde der Weiler Maumusson in den Ort Baliracq eingemeindet.

### Einwohnerentwicklung
Nach dem Höhepunkt von 411 Einwohnern in der Mitte des 19. Jahrhunderts ist die Zahl bis zu den 1970er Jahren bis auf etwas mehr als ein Viertel des Maximums gesunken. Seitdem blieben die Zahlen ohne größeren Abweichungen nach oben oder unten.
| Jahr      | 1962 | 1968 | 1975 | 1982 | 1990 | 1999 | 2006 | 2009 | 2022 |
| --------- | ---- | ---- | ---- | ---- | ---- | ---- | ---- | ---- | ---- |
| Einwohner | 149  | 123  | 111  | 124  | 113  | 115  | 118  | 139  | 117  |

Ab 1962 offizielle Zahlen ohne Einwohner mit Zweitwohnsitz

## Sehenswürdigkeiten

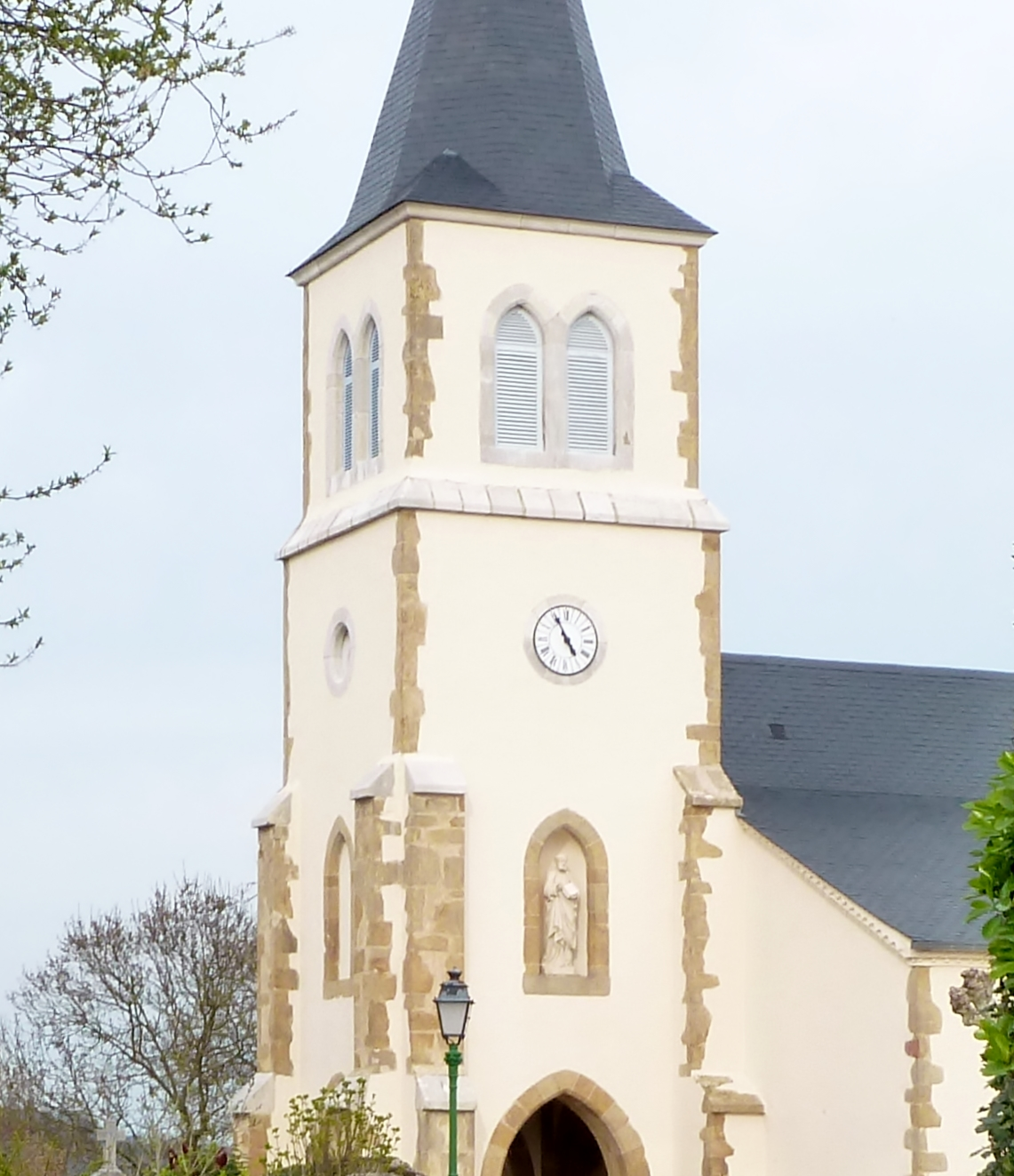
Pfarrkirche Saint-Pierre von Baliracq-Maumusson

- Pfarrkirche, gewidmet dem Apostel Simon Petrus. Bereits 984 und 996 wurde eine romanische Kirche erwähnt. Von dem mittelalterlichen Gebäude hat allein eine Wandöffnung mit einfachem Gewände aus dem 11. oder 12. Jahrhundert die Zeiten bis heute überdauert. Im 18. Jahrhundert sind die Schäden der Hugenottenkriege durch einen teilweisen Wiederaufbau beseitigt worden. 1819 wurde ein Seitenschiff und 1891 der Kirchturm oberhalb des Eingangs hinzugefügt, dessen polygonaler Turmhelm nach der für Béarn traditionellen Art mit Schiefer gedeckt ist. In einer Wandnische des Kirchturms schaut die Statue des heiligen Petrus auf die eintretenden Gläubigen herab. Er ist zu erkennen an seinem Buch, jedoch fehlen die gewöhnlichen Attribute, die Schlüssel Petri. Die Mehrzahl der Gegenstände im Innern sind als nationale Kulturgüter registriert.[9][10][11]

- Château de Maumusson. Das Wohnhaus, das im 18. Jahrhundert gebaut und im 19. Jahrhundert restauriert wurde, zeigt typische Merkmale eines Adelshauses im Béarn. Zunächst fällt das Walmdach auf, das mit flachen Dachziegeln gedeckt ist, die im Béarn picots genannt werden und drei hoch aufragende Kamine besitzt. Der Stil des Vic-Bilh wird durch das zentrale Fenster in einem Frontgiebel unterstrichen. Der warme Ockerton der Fassade ist ebenfalls charakteristisch für Häuser der Region.[12]

- Haus Castéra. Die Scheune trägt das Jahr 1614 der Errichtung des Hofs, der im 18. Jahrhundert erheblich umgebaut wurde. Die Mauern des Erdgeschosses der Scheune, in der ein Hühnerstall untergebracht ist, sind aus Kieselsteinen gebaut. Auf der oberen Etage befindet sich ein Taubenschlag, ein Symbol des Adelsstands in der Zeit vor der Französischen Revolution. Es wird deshalb vermutet, dass es sich um das ehemalige Laienkloster Guoyaguet handelt, das im 17. Jahrhundert vom Baron von Castetpugon erwähnt wurde. Laienklöster waren nicht-religiöse Einrichtungen im Besitz eines Lehnsherrn, dem der Schutz der Kirche oblag.[13]

## Wirtschaft und Infrastruktur
Der Schwerpunkt der Wirtschaft liegt auf der Landwirtschaft.

### Verkehr
Baliracq-Maumusson wird durchquert von der Route départementale 211.